# Cavalletto (meccanica)

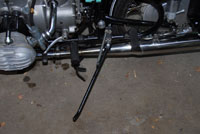
cavalletto laterale

Il cavalletto è una parte dei motocicli, dei ciclomotori e delle biciclette che ne permette un posteggio corretto.

## Descrizione
Può avere forme diverse a seconda del tipo di bicicletta/moto, ma in genere si tratta di un supporto perpendicolare al telaio, collegato allo stesso mediante l'attacco o pipa.

### Tipologia
Il cavalletto può essere:
- Centrale posto sotto al mezzo

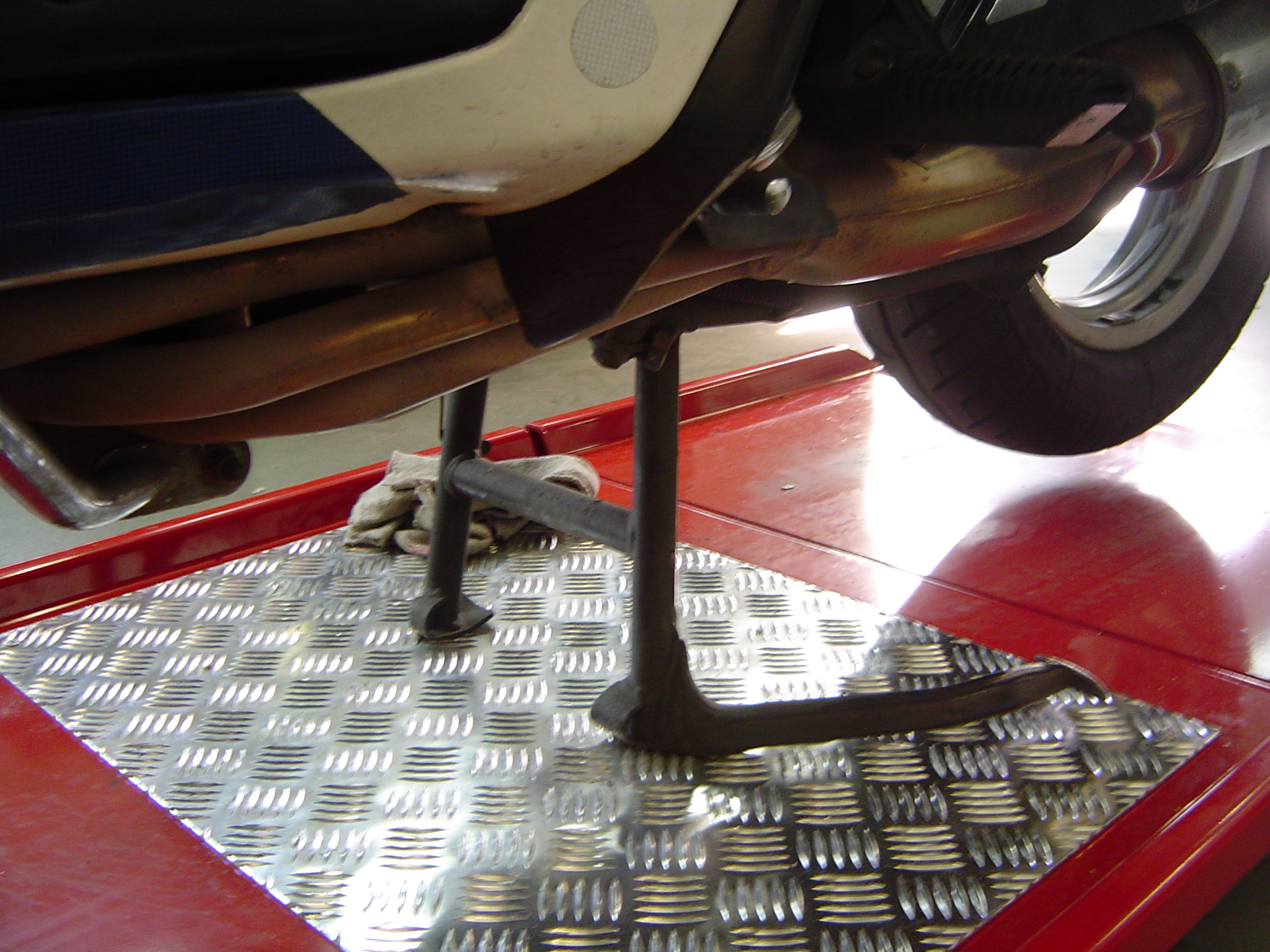
cavalletto centrale

- Laterale prende il nome di "Stampella laterale", è posto di fianco al mezzo, caratterizzato da una forma lineare

### Materiali
Per la realizzazione si possono utilizzare vari materiali:
- Acciaio, generalmente usato su moto da fuoristrada
- Alluminio, generalmente usato su moto stradali

### Accorgimenti

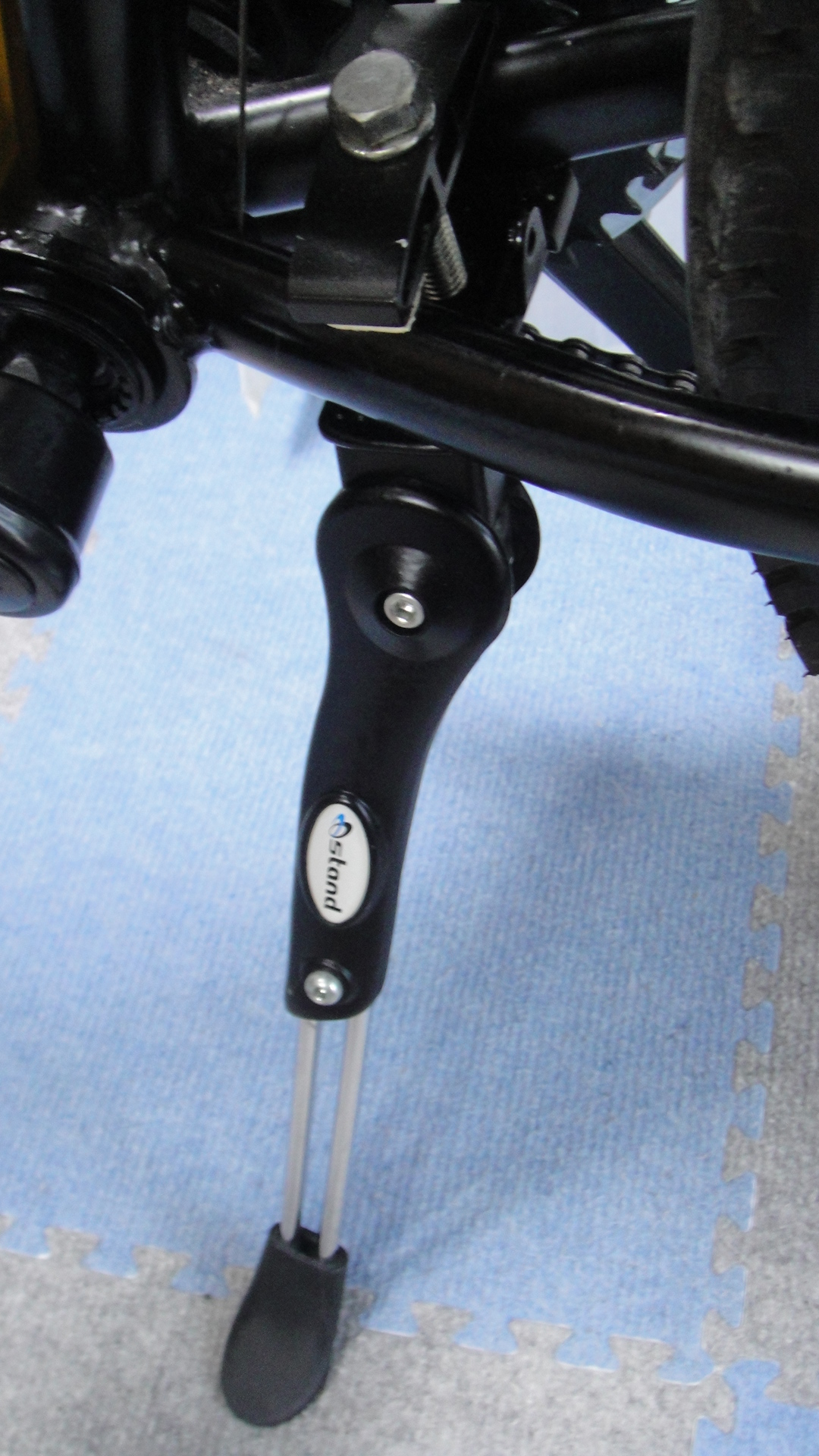
cavalletto regolabile per biciclette non predisposte

Per migliorare la funzionalità o sicurezza si ha:
- Doppia molla di richiamo, si usano due molle di diverso tipo, dove una delle due molle è soggetta a rompersi prima dell'altra e anche con la rottura permette di poter viaggiare, ma avvisa che la seconda molla è soggetta a rompersi a breve
- Anticaduta, per evitare che l'incauto motociclista percorra una curva con cavalletto abbassato e rischi la caduta si può
  - Sensore nel caso di mancato riposizionamento della stampella l'interruttore invia l'impulso alla centralina del motore e a seconda della programmazione può evitare l'accensione del mezzo o ne implica lo spegnimento all'inserimento della marcia
  - Autosollevante, la stampella ha un sistema che fa sì che al posizionamento verticale della moto, questa ritorni in posizione
- Punto di presa elemento che permette la facile presa del cavalletto, in modo da fare meno fatica sia nell'azionarlo che nella ricerca dello stesso
- Carenatura questo dispositivo può essere dotato di carenatura per poter essere nascosto quando non usato
- Sagomatura o forma ottimizzata, il cavalletto se non sagomato a sufficienza o ottimizzato nella forma può incorrere nell'abrasione con l'asfalto[1]
- Regolazione lunghezza il cavalletto può assumere una lunghezza variabile, caratteristica utile per i modelli generici.
- Piede largo il punto in cui appoggia al suolo può essere allargato per facilitare il sostegno su superfici cedevoli ed evitare l'affondamento del cavalletto
- Cursore interno anti-sdrucciolevole, si tratta di un sistema che si avvale delle proprietà dei materiali plastici e che permette la maggiore stabilità di posteggio, in quanto il cursore interno del cavalletto viene tenuto premuto fuori dallo stesso tramite una molla e ad evitare che fuoriesca eccessivamente vi è un fermo generalmente una spina elastica.